# Bebe Rexha
Bleta „Bebe” Rexha (n. 30 august 1989, New York City, New York, SUA) este o cântăreață și compozitoare americană. După ce a semnat cu Warner Records în 2013, Rexha a primit credite de compoziție pentru single-ul The Monster al lui Eminem și Rihanna (care a primit ulterior Premiul Grammy pentru cel mai bun act rap) și a contribuit, de asemenea, la compoziția pieselor înregistrate de Shinee, Selena Gomez și Nick Jonas. În 2015, Rexha a lansat EP-ul ei de debut I Don't Wanna Grow Up care a avut un succes comercial moderat pentru single-urile I Can't Stop Drinking About You și I'm Gonna Show You Crazy. Rexha a lansat două EP-uri în 2017, All Your Fault: Pt. 1 și All Your Fault: Pt. 2, care au avut din nou succesul moderat pentru single-urile I Got You și The Way I Are (Dance With Somebody) în colaborare cu Lil Wayne. Rexha a avut, de asemenea, succes cu mai multe colaborări, inclusiv  Me, Myself and I în colaborare cu G-Eazy, In The Name Of Love în colaborare cu Martin Garrix, Meant To Be în colaborare cu Florida Georgia Line, ultimul dintre acestea având un mare succes ca single, ajungând pe locul doi în Billboard Hot 100 în Statele Unite. Albumul de debut al lui Rexha, Expectations, a ajuns pe locul 13 în topul Billboard 200 din Statele Unite, iar single-ul principal I'm A Mess a avut succes și i-a adus lui Rexha două nominalizări la Premiile Grammy.

## Primii ani
Rexha s-a născut pe 30 august 1989 în cartierul Brooklyn din New York, din părinți etnici albanezi. Tatăl ei, Flamur Rexha, s-a născut în Debar, Macedonia de Nord, când făcea parte din Iugoslavia. El a imigrat în SUA la vârsta de 21 de ani, iar mama ei, Bukurije Rexha, s-a născut în Macedonia de Nord. În limba albaneză, bleta înseamnă albină, iar ea a explicat "Părinții mei sunt albanezi, iar oamenii au început să-mi spună Bebe pe scurt". Ea și familia ei s-au mutat în apropierea Insulei Staten când avea șase ani.
Rexha a cântat la trompetă și a învățat să cânte la chitară și la pian. Ea a urmat Liceul Tottenville din Insula Staten, unde a participat la o varietate de spectacole muzicale. De asemenea, s-a alăturat corului, încă în liceu. După ce s-a alăturat acolo, a descoperit că vocea ei era o soprană coloratură. Rexha i-a enumerat pe Coldplay, The Cranberries, Lauryn Hill, Alanis Morissette și Kanye West ca influențe muzicale.
În adolescență, Rexha a trimis un cântec pentru a fi interpretat la evenimentul anual al Academiei Naționale de Arte și Științe Grammy Day. Rexha a câștigat premiul pentru cel mai bun compozitor adolescent, învingând în jur de 700 de alți participanți.
Drept urmare, ea a semnat un contract cu cercetătoarea de talente Samantha Cox, care a încurajat-o pe Rexha să se înscrie la cursurile de compoziție din Manhattan.

## Cariera

### 2010-2012: Începutul carierei cu Black Cards
În 2010, Rexha l-a cunoscut pe basistul trupei Fall Out Boy, Pete Wentz și a început să lucreze cu el într-un studio de înregistrări din New York.  Ea a devenit o membră și vocalistă principală a proiectului Black Cards. Trupa a participat la mai multe show-uri live și a lansat multe melodii și remix-uri. În Ianuarie 2012, Wentz a anunțat că Rexha a părăsit trupa pentru a începe o carieră solo. Mai târziu în același an, ea a primit premiul Able Olman Scholarship pentru contribuțiile sale ca și compozitoare.

### 2013-2015: Începutul carierei solo și I Don't Wanna Grow Up
În 2013, Rexha a semnat cu Warner Records ca artist solo. Rexha începuse să scrie mai multe piese, printre care Like a Champion de Selena Gomez și Glowing de Nikki Williams. Cea mai importantă melodie scrisă de Rexha în 2013 a fost The Monster, care a fost lansată ca al patrulea single de pe albumul lui Eminem, The Marshall Mathers LP 2. Piesa a continuat să ocupe locul 1 în Billboard Hot 100 și Billboard Hot R&B/ Hip-Hop din Statele Unite și a câștigat un Premiu Grammy pentru cea mai bună melodie rap cântată la cea de-a 57-a ceremonie anuală a premiilor Grammy. În același an, a fost lansat single-ul Take Me Home de către Cash Cash în colaborare cu Rexha.
Pe 21 aprilie 2014, Rexha și-a lansat single-ul de debut, I Can’t Stop Drinking About You. Piesa a ajuns pe locul 22 în Top Heatseekers în SUA. Videoclipul a fost lansat pe 12 august 2014. Acesta a fost inspirat din imagini din filme precum Girl, Interrupted și Melancholia. În septembrie 2014, a ajuns artista lunii la emisiunea lui Elvis Duran și a fost prezentată în emisiunea Today de la NBC, găzduită de Kathie Lee Gifford și Hoda Kotb, unde a cântat în direct single-ul I Can’t Stop Drinking About You. În noiembrie 2014, Pitbull a lansat melodia This is not a Drill în colaborare cu Rexha.
În decembrie 2014, Rexha a lansat încă două single-uri, I'm Gonna Show You Crazy și Gone. Pe 12 mai 2015, ea și-a lansat EP-ul de debut, I Don't Wanna Grow Up, prin Warner Records. De asemenea, a co-scris și a fost creditată pe single-ul lui David Guetta, Hey Mama, alături de Nicki Minaj și Afrojack. Piesa a fost locul opt în Billboard Hot 100 și a avut un milion de descărcări în iunie 2015. Melodia nu a creditat-o inițial pe Rexha, în ciuda faptului că ea cântă refrenul și este prezentată în vocea de fundal. În cele din urmă, în iunie 2015, a fost creditată pentru munca ei.
În ianuarie 2015, Rexha a co-scris și a colaborat cu G-Eazy în single-ul Me, Myself and I. Piesa a ajuns locul șapte în Billboard Hot 100. și locul unu în topul SUA Pop Songs Chart Piesa a fost inițial intitulată I Don't Need Anything și a fost concepută ca o melodie pentru Rexha însăși. În schimb, ea a adus ideea melodiei la G-Eazy și Rexha cântă în timpul refrenului.

### 2016-2017: Seria All Your Fault
Rexha l-a întâlnit pe managerul lui Nicki Minaj, Gee Roberson, și l-a întrebat dacă Minaj va contribui la o nouă piesă. În martie 2016, Rexha și-a lansat single-ul, numit No Broken Hearts cu Nicki Minaj. În aprilie 2016, a fost lansat videoclipul, regizat de Dave Meyer. Videoclipul a acumulat peste 265 de milioane de vizualizări pe YouTube.
Pe 29 iulie 2016, Rexha și DJ-ul olandez Martin Garrix au lansat single-ul lor, In the Name of Love. A ajuns pe locul 24 în Billboard Hot 100, pe locul patru în topul SUA Hot Dance/Electronic Songs și a intrat în top 10 în mai multe țări, inclusiv Regatul Unit, Canada, Australia, Italia și Noua Zeelandă. Videoclipul a fost lansat la 23 august 2016, pe canalul de YouTube al lui Martin Garrix.
Pe 28 octombrie 2016, Rexha a lansat I Got You. Piesa respectivă împreună cu No Broken Hearts au fost inițial destinate albumului All Your Fault. I Got You a ajuns pe locul 43 în Billboard Hot 100 și pe locul 17 în US Pop Song Chart. Videoclipul a fost lansat pe 6 ianuarie 2017 și a atins peste 50 de milioane de vizionări în patru săptămâni și a acumulat peste 320 de milioane de vizualizări pe YouTube. Direcția s-a schimbat de la un album de studio complet la un proiect cu două EP-uri, iar No Broken Hearts face parte doar din ediția japoneză al EP-ului All Your Fault: Pt. 1 lansat pe 17 februarie 2017, făcând din I Got You primul single din EP. All Your Fault: Pt. 1 a ajuns pe locul 51 în Billboard 200. 
Pe 9 martie 2017, F.F.F în colaborare cu G-Eazy a fost lansat ca și al doilea single din EP. În aceeași lună, la Dallas, Rexha a început primul turneu solo, promovând EP-ul în America de Nord și Europa, numit All Your Fault Tour, cu un total de 29 de întâlniri.
Pe 6 noiembrie 2016, Rexha a găzduit premiile MTV Europe Music Awards 2016, la Rotterdam, Țările de Jos și a cântat mai multe melodii pe tot parcursul nopții, precum single-ul ei, I Got You.
În mai 2017, Bebe Rexha: The Ride, un documentar care explorează momentele ce i-au schimbat viața lui Rexha, a fost difuzat pe MTV.
Pe 21 iulie 2017, membrul trupei One Direction, Louis Tomlinson, a lansat single-ul Back to You, cu Rexha și Digital Farm Animals. Piesa a ajuns pe locul 40 în Billboard Hot 100.
Pe 19 mai 2017, Rexha a lansat single-ul The Way I Are (Dance With Somebody), în colaborare cu Lil Wayne ca și primul single din All Your Fault: Pt. 2. Pe 12 iunie, Rexha a cântat piesa la conferința de presă Ubisoft E3, înainte de a se anunța Just Dance 2018, unde apare această piesă. Al doilea EP din seria All Your Fault a fost lansat pe 11 august 2017. În sprijinul EP-ului și al albumului de debut al cântărețului și compozitorului american Marc E. Bassy, Rexha a planificat să facă un turneu de co-titlu în Statele Unite: Bebe & Bassy Tour, în octombrie 2017. Turneul a fost de scurtă durată din cauza unei infecții care a pus-o pe Rexha într-o pauză vocală strictă, Marc E. Bassy urmând în cele din urmă să facă un turneu solo în SUA în martie 2018.
Pe 24 octombrie 2017, Rexha a lansat cel de-al doilea single din All Your Fault: Pt. 2, Meant To Be, în colaborare cu Florida Georgia Line, iar videoclipul oficial al acestuia a avut premiera cu o zi înainte de lansarea single-ului. Piesa a ajuns locul doi în Billboard Hot 100 și, începând cu 17 noiembrie 2018, piesa a stat 50 de săptămâni pe locul 1 în topul US Hot Country Songs, devenind melodia care a staționat cele mai multe săptămâni pe locul 1 în acel clasament, doborând Body Like a Back Road de Sam Hunt.

### 2017-2019: Expectations
În septembrie 2017, Rexha a început să prezinte melodii noi pentru un al treilea EP din seria All Your Fault. Cu toate acestea, se pare că planurile s-au schimbat, deoarece Bebe a dezvăluit printr-un tweet în noiembrie 2017 că următorul ei proiect se va numi Expectations. Rexha a dezvăluit coperta albumului de debut pe 8 aprilie 2018, iar albumul a fost lansat pe 22 iunie 2018. Single-urile anterioare din All Your Fault, I Got You și Meant to Be apar și în Expectations.
Pe 13 aprilie 2018, Ferrari și 2 Souls on Fire, în colaborare cu Quavo, au fost lansate ca și single-uri promoționale împreună cu pre-comanda. Pe 15 iunie 2018, I'm A Mess a fost lansat ca și primul single de pe album. Pe 26 octombrie 2018, a fost lansat Say My Name, în colaborare cu David Guetta și J Balvin. În decembrie 2018, Rexha a fost nominalizată pentru Cel mai bun artist nou la cea de-a 61-a ediție a Premiilor Grammy.
Pe 15 februarie 2019, Rexha a lansat single-ul Last Hurrah. Mai târziu în acea lună, s-a anunțat că va fii a cincea antrenoare pentru The Voice Comeback Stage sezonul 16. În aprilie 2019, Rexha a scris pe Twitter că are douăsprezece piese pregătite pentru cel de al doilea album și că noua ei muzică este inspirată de la Britney Spears. Pe 1 mai 2019, s-a anunțat că Rexha va fi unul dintre actele de deschidere ale turneului Happiness Begins Tour al Fraților Jonas. Pe 31 mai, The Chainsmokers și Rexha au lansat piesa Call You Mine. Este al treilea proiect al duo-ului The Chainsmokers folosind vocea lui Rexha, în urma remix-urilor de la Take Me Home și I Can’t Stop Drinking About You.

### 2019-prezent: Better Mistakes
Rexha a oferit informații suplimentare despre al doilea album în iunie 2019, confirmând pentru Bang Showbiz, Mă îndrept spre studio și doar creez, creez și creez. Ea a dezvăluit în continuare o temă feministă noii muzici, afirmând că tot ce am scris acum este foarte împuternicitor și sunt foarte încântată de asta. În iulie 2019, Rexha a scris pe Twitter că are o melodie numită Mama, care a fost mai târziu înregistrată pe aplicația Shazam.
În ianuarie 2020, Rexha a confirmat într-un interviu acordat lui Ryan Seacrest pe covorul roșu al celei de a 62-a ediție a Premiilor Grammy că albumul este inspirat din sănătatea ei mintală și că are o listă de piese de care este cu adevărat incitantă. Sunt pe cale să-mi aleg următorul single ... fie unul mai lent, fie unul cu ritm ridicat. Pe 9 octombrie 2020, Rexha a lansat piesa Baby, I'm Jealous în colaborare cu Doja Cat. Rexha a confirmat într-un interviu din octombrie 2020 că cel de-al doilea album va fi unul vizual.
Pe 5 martie 2021, Rexha a lansat cel de-al doilea single al albumului, Sacrifice. În martie 2021, Rexha a lansat o linie de accesorii cu Puma intitulată Bebe X Puma, care se află exclusiv în magazinele europene Deichmann. Pe 14 aprilie 2021, Rexha a anunțat că cel de-al doilea ei album Better Mistakes va fi lansat pe 7 mai 2021. Tot pe 14 aprilie, Rexha a anunțat și cel de-al treilea single al albumului, Sabotage, care a fost lansat pe 16 aprilie 2021.

## Discografie

### EP-uri
- I Don't Wanna Grow Up (2015)
- All Your Fault: Pt. 1 (2017)
- All Your Fault: Pt. 2 (2017)

### Albume
- Expectations (2018)
- Better Mistakes (2021)
- Bebe (2023)

### Single-uri
În trupa Black Cards
- Club Called Heaven (2010)
- Dr. Jekyll & Mr. Fame (2011)

În carieră solo
- Sink or Swim (Pierce Fulton Feat. Bebe Rexha) (2012)
- Take Me Home (Cash Cash Feat. Bebe Rexha) (2013)
- I Can't Stop Drinking About You (2014)
- I'm Gonna Show You Crazy (2014)
- Gone (2014)
- Hey Mama (David Guetta feat. Nicki Minaj, Bebe Rexha & Afrojack) (2015)
- All The Way (Reykon Feat. Bebe Rexha) (2015)
- Batle Cry (Havana Brown feat. Bebe Rexha & Savi) (2015)
- Me, Myself & I (G-Eazy & Bebe Rexha) (2015)
- No Broken Hearts (feat. Nicki Minaj) (2016)
- In The Name of Love (Martin Garrix & Bebe Rexha) (2016)
- I Got You (2016)
- F.F.F (feat. G-Eazy) (2017)
- The Way I Are (Dance With Somebody) (feat. Lil Wayne) (2017)
- Back To You (Louis Tomlinson feat. Bebe Rexha & Digital Farm Animals) (2017)
- Mean To Be (feat. Florida Georgia Line) (2017)
- Home (Machine Gun Kelly & Bebe Rexha & X Ambassadors) (2017)
- Push Back (Ne-Yo & Bebe Rexha, Stefflon Don) (2018)
- Girls (Rita Ora, Cardi B, Bebe Rexha & Charli XCX) (2018)
- I'm A Mess (2018)
- Say My Name (David Guetta feat. Bebe Rexha & J Balvin) (2018)
- Last Hurrah (2019)
- Call You Mine (The Chainsmokers & Bebe Rexha) (2019)
- Harder (Jax Jones & Bebe Rexha) (2019)
- You Can't Stop The Girl (De la Disney Maleficent: Mistress of Evil) (2019)
- Baby, I'm Jealous (feat. Doja Cat) (2020)
- Sacrifice (2021)
- Sabotage (2021)
- I'm not Pretty (Remix) (JESSIA feat. Bebe Rexha) (2021)
- Die For a Man (feat. Lil Uzi Vert) (2021)
- Break My Heart Myself (feat. Travis Barker) (2021)

### Single-uri promoționale
- That's It (feat. Gucci Mane & 2 Chainz) (2017)
- Count on Christmas (2017)
- Ferrari (2018)
- 2 Souls on Fire (feat. Quavo) (2018)
- Not 20 Anymore (2019)
- Miracle (2020)

## Producția și scrierea melodiilor
Rexha a scris și co-produs pentru mulți artiști, precum:
| An   | Artist                                                        | Album                                    | Melodie                                    |
| ---- | ------------------------------------------------------------- | ---------------------------------------- | ------------------------------------------ |
| 2009 | Lee Hyori                                                     | N/A                                      | As Long As I Love You (featuring Will Pan) |
| 2010 | Shinee                                                        | Lucifer                                  | "Lucifer"                                  |
| 2010 | Nikki Williams                                                | N/A                                      | "Glowing"                                  |
| 2011 | Jelena Karleuša                                               | Diva                                     | "Muškarac Koji Mrzi Žene"                  |
| 2013 | Selena Gomez                                                  | Stars Dance                              | "Like a Champion"                          |
| 2013 | Eminem (featuring Rihanna)                                    | The Marshall Mathers LP 2                | "The Monster"                              |
| 2013 | Cash Cash (featuring Bebe Rexha)                              | Overtime (EP) and Blood, Sweat & 3 Years | "Take Me Home"                             |
| 2014 | Tinashe                                                       | Aquarius                                 | "All Hands on Deck"                        |
| 2014 | Pitbull (featuring Bebe Rexha)                                | Globalization                            | "This Is Not a Drill"                      |
| 2014 | David Guetta (featuring Bebe Rexha)                           | Listen                                   | "Yesterday"                                |
| 2014 | David Guetta (featuring Nicki Minaj, Bebe Rexha and Afrojack) | Listen                                   | "Hey Mama"                                 |
| 2014 | Bella Thorne                                                  | Jersey                                   | "Jersey"                                   |
| 2014 | Bella Thorne                                                  | Jersey                                   | "One More Night"                           |
| 2015 | Havana Brown (featuring Bebe Rexha and Savi)                  | N/A                                      | "Battle Cry"                               |
| 2015 | Reykon (featuring Bebe Rexha)                                 | N/A                                      | "All the Way"                              |
| 2015 | G-Eazy (with Bebe Rexha)                                      | When It's Dark Out                       | "Me, Myself & I"                           |
| 2016 | Iggy Azalea                                                   | Digital Distortion                       | "Team"                                     |
| 2016 | Iggy Azalea                                                   | Digital Distortion                       | "Three Day Weekend"                        |
| 2016 | Nick Jonas                                                    | Last Year Was Complicated                | "Under You"                                |
| 2016 | Martin Garrix (with Bebe Rexha)                               | N/A                                      | "In the Name of Love"                      |
| 2018 | Logan Staats                                                  | The Launch Season 1 EP                   | The Lucky Ones                             |
| 2019 | Gryffin                                                       | Gravity                                  | Body Back (ft. Maia Wright)                |
| 2020 | Selena Gomez                                                  | Rare                                     | Crowded Room (with 6lack)                  |

## Filmografie

### Televizor
| Emisiune             | An   | Caracter | Descriere                                                             |
| -------------------- | ---- | -------- | --------------------------------------------------------------------- |
| Bebe Rexha: The Ride | 2017 | Herself  | Documentar care explorează momentele care au schimbat viața lui Rexha |

## Premii și nominalizări
| An   | Eveniment                        | Premiu                            | Nominalizare          | Rezultate    |
| ---- | -------------------------------- | --------------------------------- | --------------------- | ------------ |
| 2015 | Teen Choice Awards               | Best Collaboration                | "Hey Mama"            | Nominalizare |
| 2015 | MTV Europe Music Awards          | Best Collaboration                | "Hey Mama"            | Nominalizare |
| 2015 | MTV Video Music Awards           | Song of Summer                    | "Hey Mama"            | Nominalizare |
| 2015 | NRJ Music Award                  | Video of the Year                 | "Hey Mama"            | Nominalizare |
| 2016 | iHeartRadio Music Awards         | Dance Song of the Year            | "Hey Mama"            | Nominalizare |
| 2016 | Billboard Music Award            | Top Dance/Electronic Song         | "Hey Mama"            | Nominalizare |
| 2016 | BMI London Awards                | Award-Winning Songs               | "Hey Mama"            | Câștigat     |
| 2016 | BMI London Awards                | Dance Song Award                  | "Hey Mama"            | Câștigat     |
| 2016 | BMI Pop Awards                   | Award-Winning Songs               | "Hey Mama"            | Câștigat     |
| 2016 | International Dance Music Awards | Best Rap/Hip Hop/Trap Dance Track | "Hey Mama"            | Câștigat     |
| 2016 | MTV Europe Music Awards          | Best New Act                      | Bebe Rexha            | Nominalizare |
| 2016 | MTV Europe Music Awards          | Best Push Act                     | Bebe Rexha            | Nominalizare |
| 2016 | MTV Europe Music Awards          | Best Look                         | Bebe Rexha            | Nominalizare |
| 2016 | Bravo Otto                       | Super Female Singer               | Bebe Rexha            | Nominalizare |
| 2017 | WDM Radio Awards                 | Best Global Track                 | "In the Name of Love" | Nominalizare |
| 2017 | Victoria's Secret                | Sexiest Rising Songstress         | Bebe Rexha            | Câștigat     |

## Turnee
Headlining
- All Your Fault Tour (2017)

Co-headlining
- Warped Tour (2015)
- Bebe & Bassy Tour (2017)

Opening act
- Nick Jonas – Nick Jonas: Live in Concert (2015)
- Ellie Goulding – Delirium World Tour (2016)
- Bruno Mars – 24K Magic World Tour (2018)
- Katy Perry - Witness: The Tour (2018)
- Jonas Brothers - Happiness Begins Tour (2019)